# Dancing (canção)
"Dancing" é uma canção da artista musical australiana Kylie Minogue, gravada para seu décimo quarto álbum de estúdio, Golden (2018). A faixa foi lançada em 19 de janeiro de 2018, através da BMG Rights Management, servindo como o primeiro single do disco.

## Antecedentes
Kiss Me Once, seu décimo segundo álbum, foi lançado em março de 2014, contendo um desempenho médio nas paradas de vários países e registrando, após três meses de lançamento, 215 mil cópias vendidas mundialmente. Antes de lançar o disco, a artista cortou relações com o seu gestor Terry Blamey, assinando um contrato de gerenciamento com a empresa americana Roc Nation, dirigida pelo rapper Jay-Z, em fevereiro de 2013. Um ano após o lançamento do CD, a artista saiu deste contrato, devido a recepção do disco citado. No mesmo ano, a cantora lançou um álbum natalino, intitulado Kylie Christmas, que incluia regravações de outras canções populares de natal e material novo. Em 2016, obteve um relançamento que adicionou colaborações com outros cantores, incluindo Mika. Além disso, a cantora trabalhou em outros projetos como atriz no cinema e TV, tendo mais relevância no filme San Andreas interpretando Susan e na série Galavant.
Em abril de 2016, a cantora postou uma imagem no Instagram juntamente com Bonnie McKee, além de marcar nesta mesma postagem produtores de longa data como Daniel Davidson, Peter Wallevik e Cutfather. Durante os bastidores de um show natalino, em 2016, confirmou que estava planejando um álbum novo para o outro ano, e ainda pensando sobre uma nova turnê. No começo de fevereiro deste ano citado, a cantora assinou contrato com a BMG Rights Management, o qual tem parceria com a Sony Music Entertainment, prometendo seu "coração e alma" em relação as faixas do álbum. Em julho de 2017, foi relatado que Minogue estava gravando em Nashville com compositores e produtores de música country. A faixa foi anunciada em 15 de janeiro de 2018, como o primeiro single do álbum.

## Recepção
Andrew, do site EST. 1997, comentou que a faixa "ainda funde em elementos do 'som Kylie', mas também é algo novo e fresco para ela. E, por curiosidade, há momentos em que seu fraseio vocal e tom evocam mesmo em uma jovem Dolly Parton. Depois de algumas ouvidas, a música realmente se encaixa e fica com você". Em uma matéria para a Idolator sobre a estreia do single, Mike Wass disse que a canção "é um fofo country pop híbrido com um refrão instantaneamente humilde".

## Desempenho nas tabelas musicais

### Posições
| Tabela musical (2018)                                  | Melhor posição |
| ------------------------------------------------------ | -------------- |
| Alemanha (GfK Entertainment Charts)                    | 71             |
| Austrália (ARIA Charts)                                | 46             |
| Austrália (ARIA Dance Chart)                           | 8              |
| Bélgica (Ultratop 40 da Flandres)                      | 44             |
| Bélgica (Ultratop 40 da Valônia)                       | 14             |
| Croácia (HRT)                                          | 30             |
| Dinamarca (Tracklisten)                                | 12             |
| Escócia (The Official Charts Company)                  | 10             |
| Eslováquia (Rádio Top 100)                             | 56             |
| Espanha (PROMUSICAE)                                   | 9              |
| Estados Unidos (Billboard Hot Dance Club Songs)        | 1              |
| Finlândia (Billboard)                                  | 5              |
| França (Syndicat National de l'Édition Phonographique) | 23             |
| Hungria (Single Top 40)                                | 17             |
| Japão (Tokio Hot 100)                                  | 31             |
| Nova Zelândia (NZ Top 10 Heatseekers Singles)          | 7              |
| Polónia (Polish Airplay Top 100)                       | 19             |
| Rússia (Tophit)                                        | 775            |
| Reino Unido (UK Singles Chart)                         | 38             |
| Reino Unido (UK Indie Singles Chart)                   | 5              |
| Reino Unido (UK Vinyl Singles Chart)                   | 1              |
| Suécia (Billboard)                                     | 5              |

## Histórico de lançamento
| Região         | Data                    | Formato                                                 | Gravadora       | Ref    |
| -------------- | ----------------------- | ------------------------------------------------------- | --------------- | ------ |
| Mundo          | 19 de janeiro de 2018   | Download digital, streaming                             | Darenote        | [ 42 ] |
| Austrália      | 19 de janeiro de 2018   | Rádios mainstream                                       | Liberation, BMG | [ 43 ] |
| Itália         | 19 de janeiro de 2018   | Rádios mainstream                                       | BMG             | [ 44 ] |
| Reino Unido    | 19 de janeiro de 2018   | Rádios mainstream                                       | BMG             | [ 45 ] |
| Mundo          | 23 de fevereiro de 2018 | Download digital, streaming (Initial Talk Remix)        | Darenote        | [ 46 ] |
| Mundo          | 2 de março de 2018      | Download digital, streaming (Illyus & Barrientos Remix) | Darenote        | [ 47 ] |
| Mundo          | 9 de março de 2018      | Download digital, streaming (Anton Powers Remix)        | Darenote        | [ 48 ] |
| Alemanha       | 6 de abril de 2018      | Disco de vinil                                          | BMG             | [ 49 ] |
| Estados Unidos | 6 de abril de 2018      | Disco de vinil                                          | BMG             | [ 50 ] |